# Hasselbackspotatis

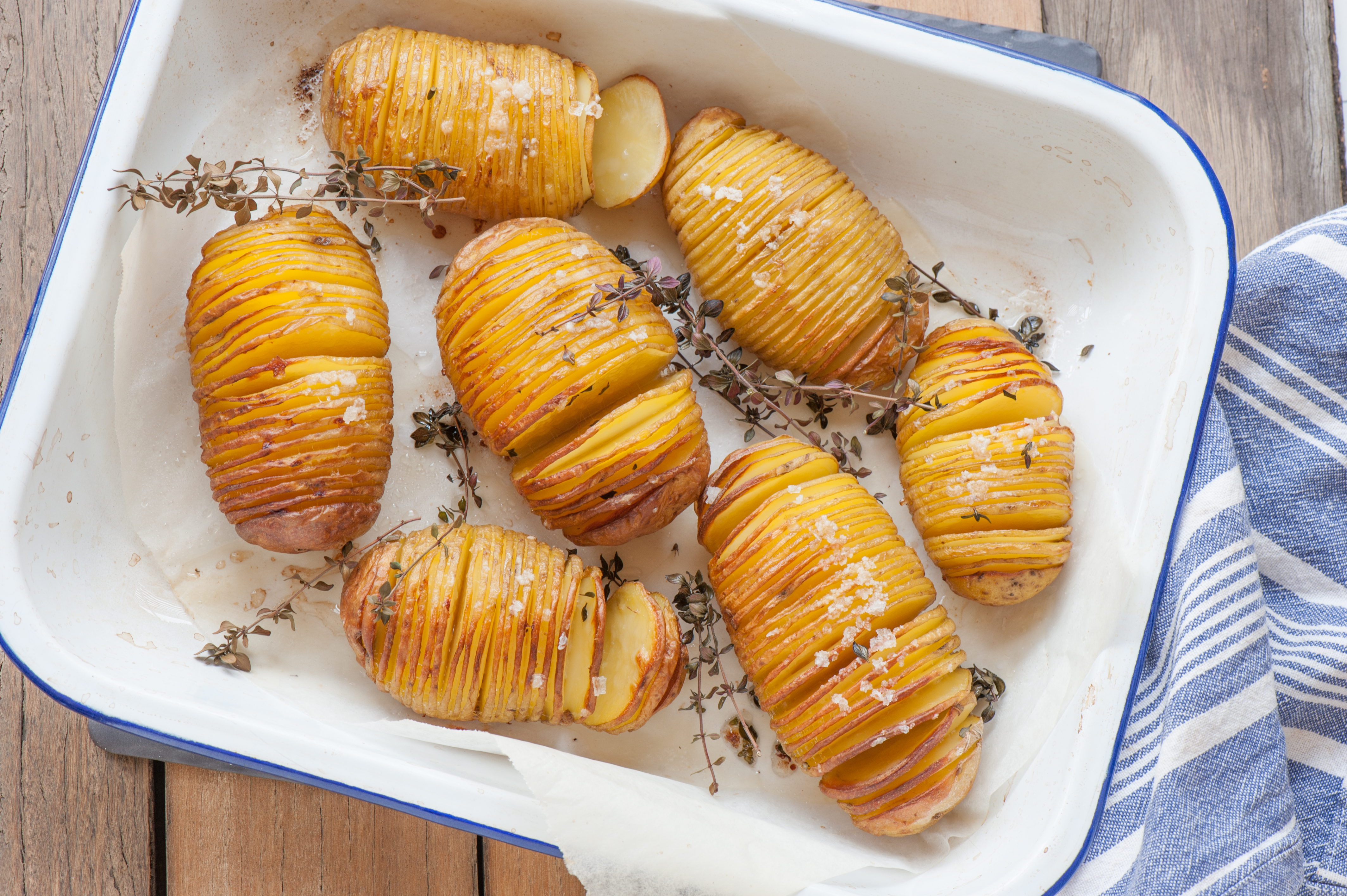
Hasselbackspotatis.

Hasselbackspotatis är en typ av ugnsstekt potatis, där potatisen nästan helt igenomskuren i tunna skivor samt penslad och flera gånger öst med smör. Eventuellt läggs ströbröd och/eller riven ost ovanpå potatisen i slutet av stekningen.
Hasselbackspotatisen utges ofta vara skapad år 1953 av Leif Ellison från Värmland, som var kockelev på restaurang Hasselbacken på Djurgården i Stockholm, under ledning av köksmästare Rune Erik Lager. Det kan dock ifrågasättas eftersom det finns ett recept på "Ugnstekt potatis (Hasselbackspotatis)" i Jenny Åkerströms Prinsessornas kokbok, utgiven 1929. Enligt detta recept skall riven ost och finsiktat ljust skorpmjöl strös över potatisen då denna börjar bli mjuk, men det medges att osten kan uteslutas. I Dagens Nyheter 1938 beskrivs hasselbackspotatis som "helskalad och skårad, ostbeströdd, ugnstekt potatis".
En möjlig föregångare till hasselbackspotatisen, "Ugnstekt potatis, i skivor", återfinns i Elisabeth Östmans Iduns kokbok, utgiven 1911. I detta recept skivas potatisen rakt igenom i 1/2 cm tjocka skivor, vilka läggs ihop så att potatisen behåller sin form. I detta recept ska potatisen överströs med en blandning av stötta skorpor och riven ost samt, när den är färdig, serveras på ett varmt fat, "helst av silver".